# 札幌市立苗穂小学校

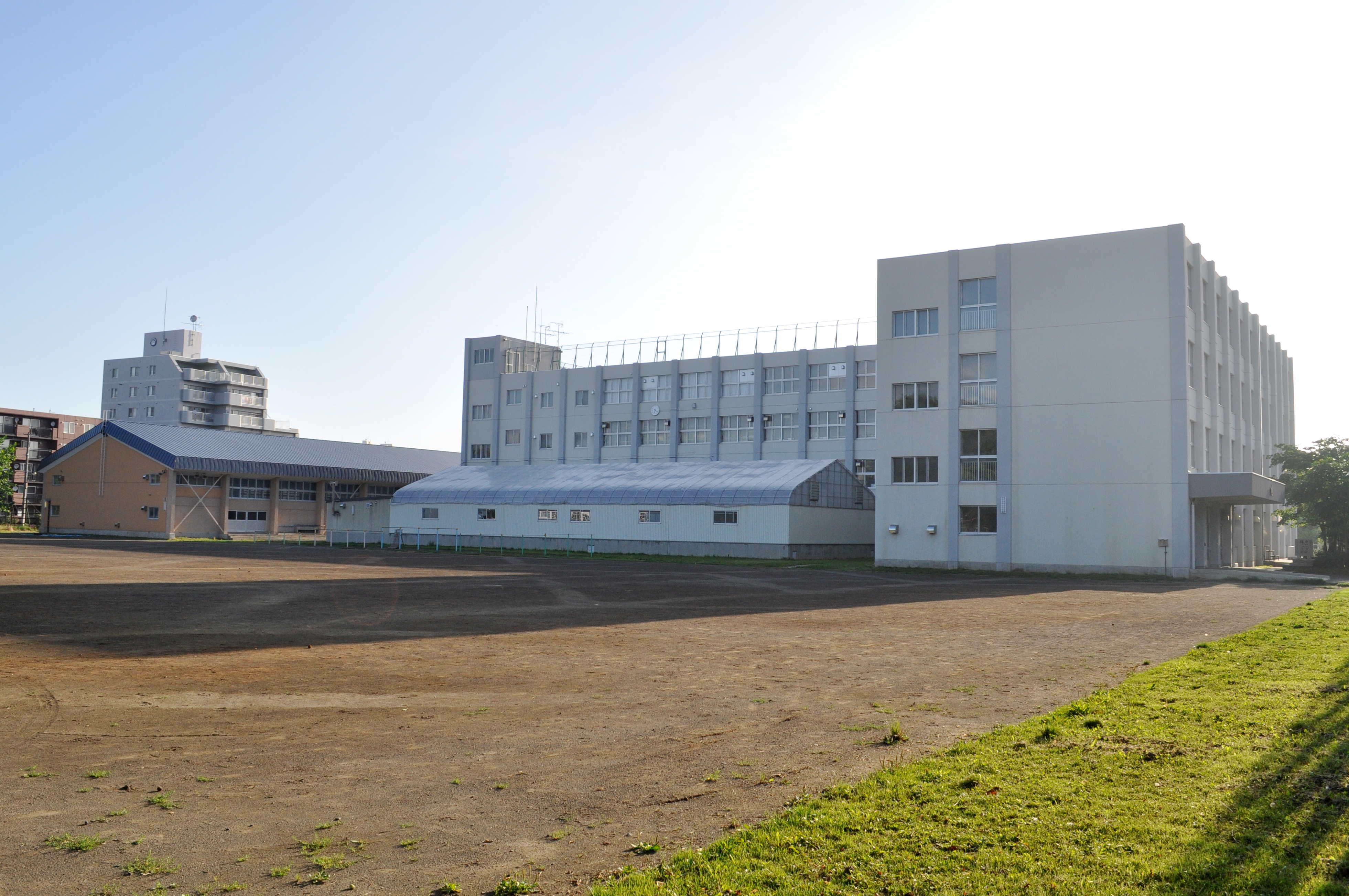
学校全景（2010年8月）

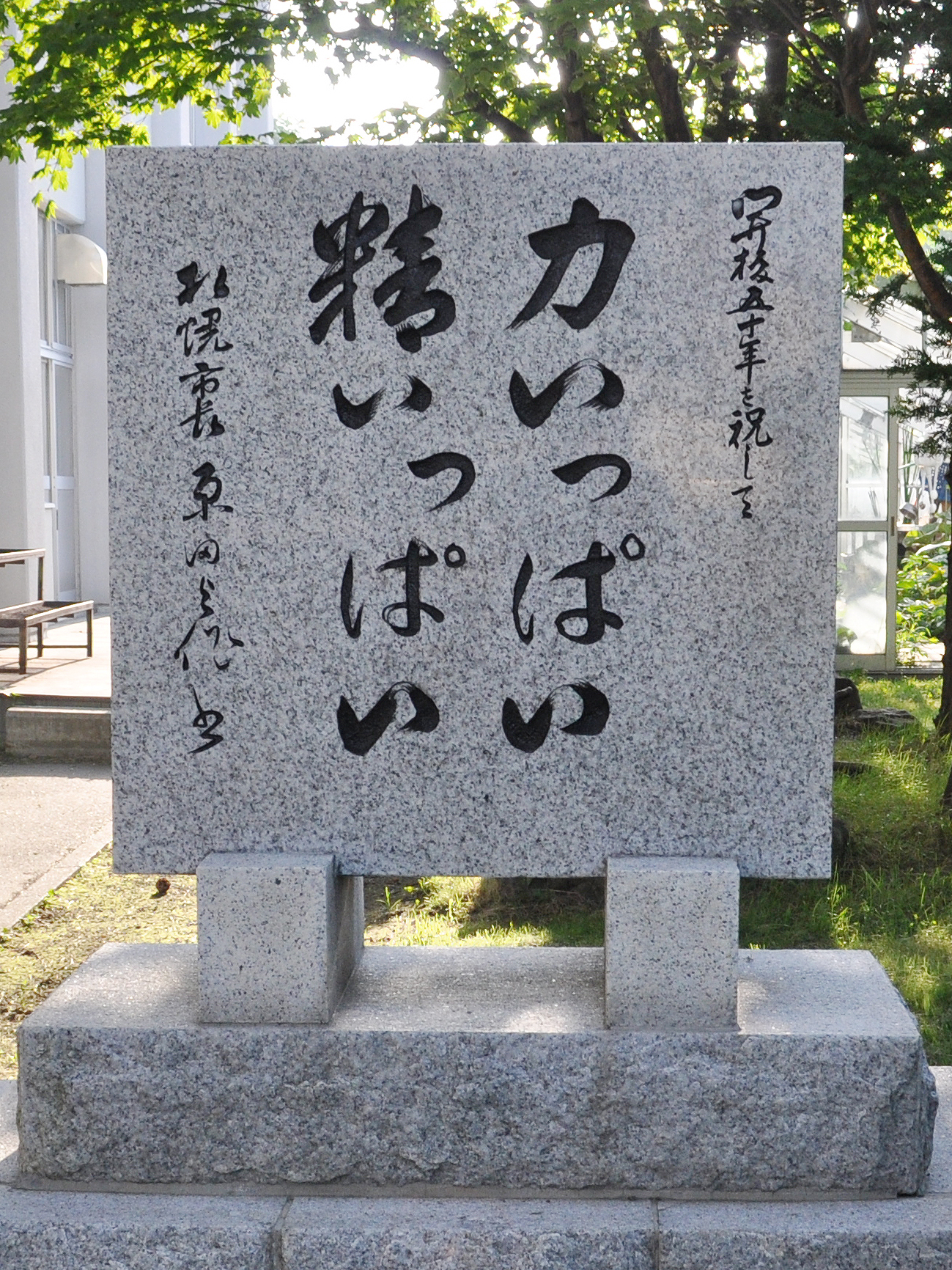
「力いっぱい 精いっぱい」と彫られた開校50周年の記念碑（2010年8月）

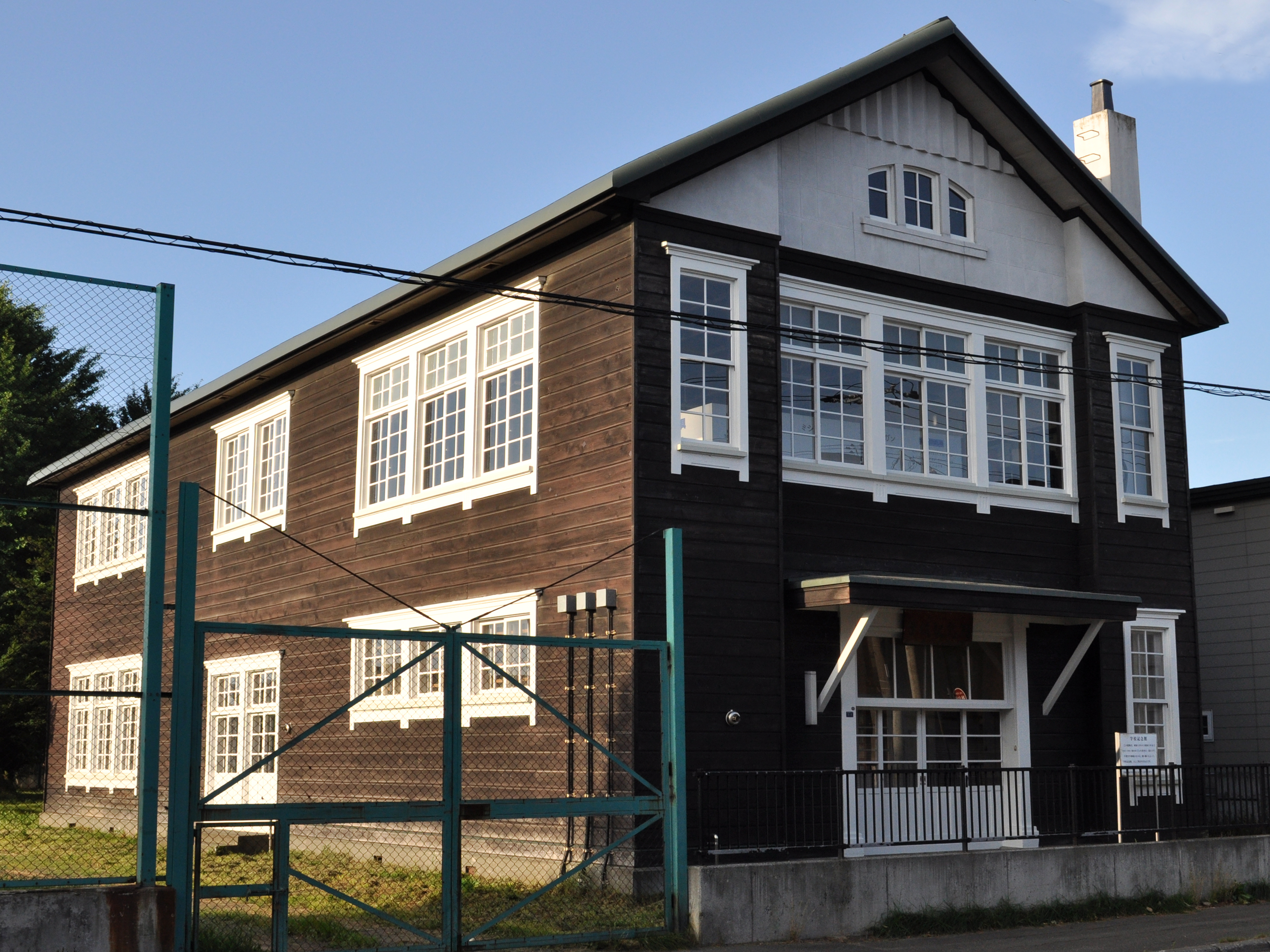
学校記念館（2010年8月）

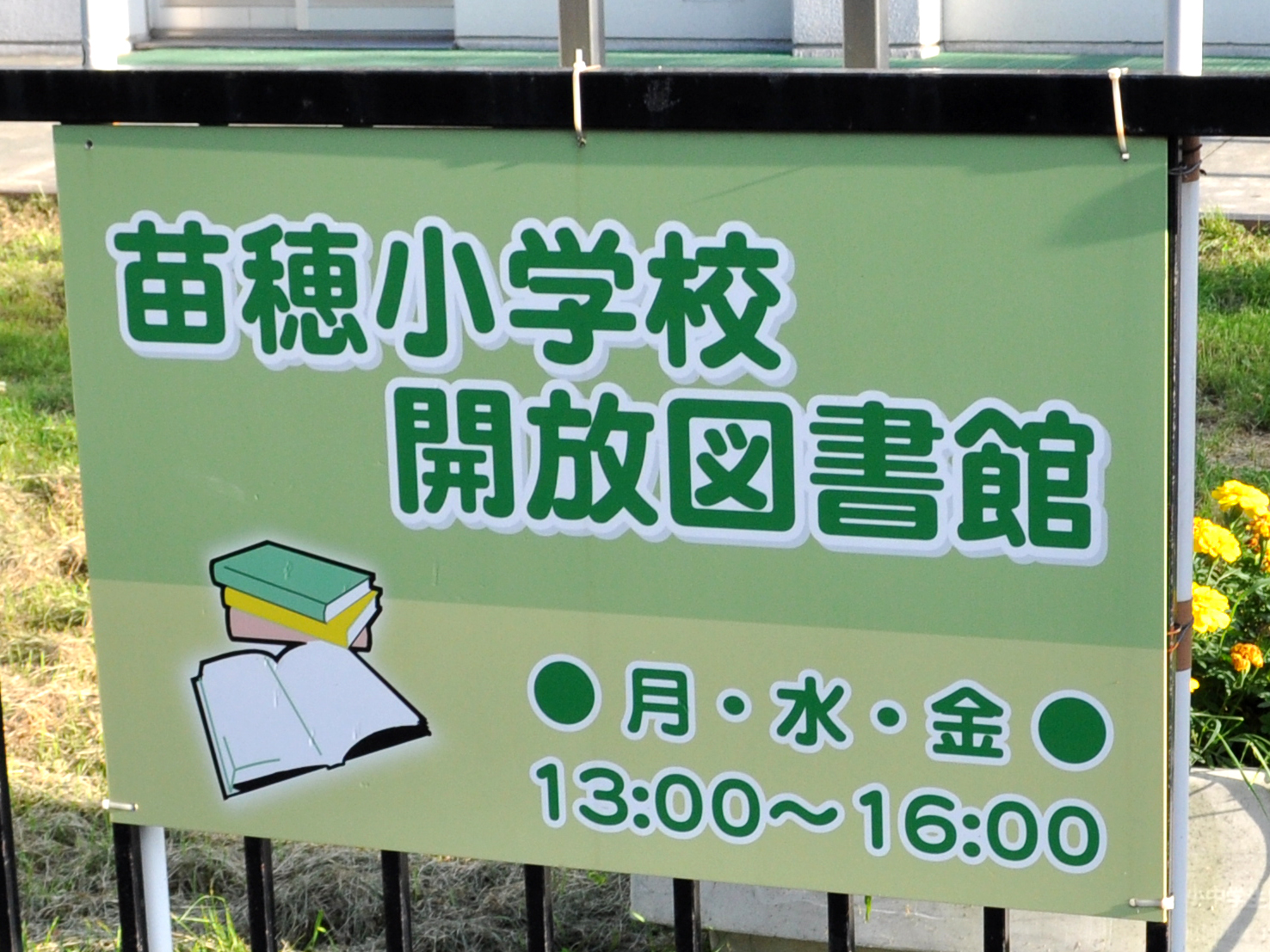
図書館は週に3日、3時間ずつ開放されている。

札幌市立苗穂小学校（さっぽろしりつ なえぼしょうがっこう）は、北海道札幌市東区にある公立小学校。

## 概要
JR北海道苗穂工場から北に300mほどの閑静な住宅街に位置している。東に100mほどの場所に希望公園があり、冬には札幌藻岩山スキー場にてスキー学習が行われる。南西500mほどのところにサッポロビール博物館がある。
児童数は349名、クラス数は15学級、職員数は27名（2023年4月1日時点）。

## 沿革
- 1919年（大正8年）9月1日 - 北7条東12丁目に校舎を建設。東北小学校より299名の児童を移管、開校式を挙行。初代校長は久田儀兵衛[1]
- 1922年（大正11年）3月21日 - 第1回卒業式を挙行。卒業生75名[1]
- 1922年（大正11年）4月 - 高等科を併置。苗穂尋常高等小学校と改称[1]
- 1937年（昭和12年）9月23日 - 北9条東13丁目の現在地に校舎新築[1]。この時の校舎の一部が、現在、学校記念館として保存されている
- 1955年（昭和30年）8月27日 - 増築校舎落成[1]
- 1962年（昭和37年）8月23日 - 特殊学級開設、児童7名[1]
- 1968年（昭和43年）9月24日 - 開校50年を記念し、「力いっぱい 精いっぱい」と彫られた記念碑を建立。揮毫は、第6代札幌市長の原田與作
- 1989年（平成元年）9月2日 - 開校70年を記念し、「70」の形を模した時計を建立
- 2000年（平成12年） - 学校ビオトープを開設[2]
- 2001年（平成13年） - 外国語指導助手（ALT）による国際理解教育を開始
- 2002年（平成14年）6月25日 - 学校記念館で5年生が総合的な学習「記念館でタイムスリップ」の授業を一日行った[2]
- 2003年（平成15年）4月 - 公式ホームページを開設
- 2006年（平成18年）10月 - 地球観測衛星「だいち」による衛星撮影を実施
- 2007年（平成19年）11月 - 校舎大規模改造工事第1期が終了
- 2008年（平成20年）11月 - 校舎大規模改造工事第2期が終了
- 2009年（平成21年）9月 - 開校90周年記念式典を挙行
- 2010年（平成22年）4月 - 筒井義博 校長が着任
- 2010年（平成22年）10月 - 第9回教育実践発表会
- 2012年（平成24年）12月 - 耐震化工事完了
- 2013年（平成25年）4月 - 大石幸志 校長着任
- 2013年（平成25年）10月25日 - 第10回教育実践発表会 兼 北海道算数数学教育会（北数教）全道大会
- 2014年（平成26年）5月 - 放課後教室開始
- 2015年（平成27年）9月 - 星空観望会
- 2016年（平成28年）11月 - 第11回教育実践発表会
- 2018年（平成30年）4月 - 本間雄一 校長着任
- 2019年（令和元年）9月 - 開校100周年記念式典 祝う会 開催
- 2020年（令和2年）4月 - 新型コロナウイルスの世界的流行により全国一斉臨時休校
- 2021年（令和3年）2月 - GIGAスクール構想による一人一台のタブレットの導入
- 2021年（令和3年）4月 - 宮越政利 校長着任
- 2022年（令和4年）4月 - 給食形態が親学校（苗穂小学校・美香保小学校）となる
- 2022年（令和4年）11月 - オンラインによる実践発表会を開催

## 特色

### 校章
「苗」の字の周りに北極星を表す★をかたどり、北方中天に輝く限りない理想を示している。周囲の稲穂は「苗穂」の穂を示し、稲穂の結び目は、互いに手を取り合って進む平和な姿を表す。1919年（大正8年）9月24日の開校式より使用されている。

### 校木
- すずかけ

### 校歌
- 作詞: 加清 保
- 作曲: 千葉 日出城

### 教育目標[3]
大きな希望をもち みんなの幸せをつくり出す子の育成
- 豊かに学ぶ子（知）
- やさしくかかわる子（徳）
- 健康な体をつくる子（体）

### 基本方針[3]
1. 温かく確かな目で子どもをとらえ、一人一人のよさや可能性を伸ばす教育活動の展開
2. 新しい学習指導要領に基づく特色ある教育課程の編成・実施・評価
3. 保護者、地域に開かれた学校づくり
4. 安全・安心でさわやかな教育環境づくり
5. 全職員の相互信頼と協働による潤いと活力のある学校づくり

### クラブ活動
4-6学年の児童が以下のクラブ活動を行っている。
・バスケットボール・ネットスポーツ ・卓球・野球・ドッジボール・イラスト・サッカー・手芸（2024年現在）

### 朝の活動
毎日午前8時25分から40分までの15分間を「朝の活動」と位置付け、朝読書、音楽、学習、学年集会などを行っている。

### 学校記念館
グラウンドの横には、1937年（昭和12年）に建てられ1978年（昭和53年）まで使われていた旧校舎の一部分が、学校記念館として残されている。卒業生や地域の人々の願いにより保存が決定された。内部には、当時の学校の様子がわかる写真や教材、机、椅子などが資料として展示されている。この校舎は、札幌市に現存する唯一の木造校舎である。

### その他
札幌市教育委員会の事業である「札幌市学校図書館地域開放事業」の指定校となっている。

## 生徒数・クラス数・教職員数
| 年度               |  | 児童数 | クラス数 | 教職員数 |
| ------------------ |  | ------ | -------- | -------- |
| 2010年（平成22年） |  | 498    | 19       | 38       |
| 2011年（平成23年） |  | 452    | 18       | 36       |
| 2023年(令和5年)    |  | 349    | 15       | 27       |

## 通学区域
札幌市東区
- 北4条東10丁目～16丁目

- 北5条東8丁目～17丁目

- 北6条東8丁目、12丁目～18丁目

- 北7条東8丁目～9丁目、11丁目～17丁目

- 北8条東8丁目～16丁目

- 北9条東8丁目～16丁目

- 北10条東9丁目～16丁目

- 北11条東9丁目～16丁目

- 北12条東9丁目～16丁目

- 北13条東9丁目～10丁目

## 進学先中学校
- 札幌市立明園中学校[8]
- 札幌市立東栄中学校[8]
- 札幌市立美香保中学校[8]
- 札幌市立中央中学校[8][注釈 1]

## ギャラリー

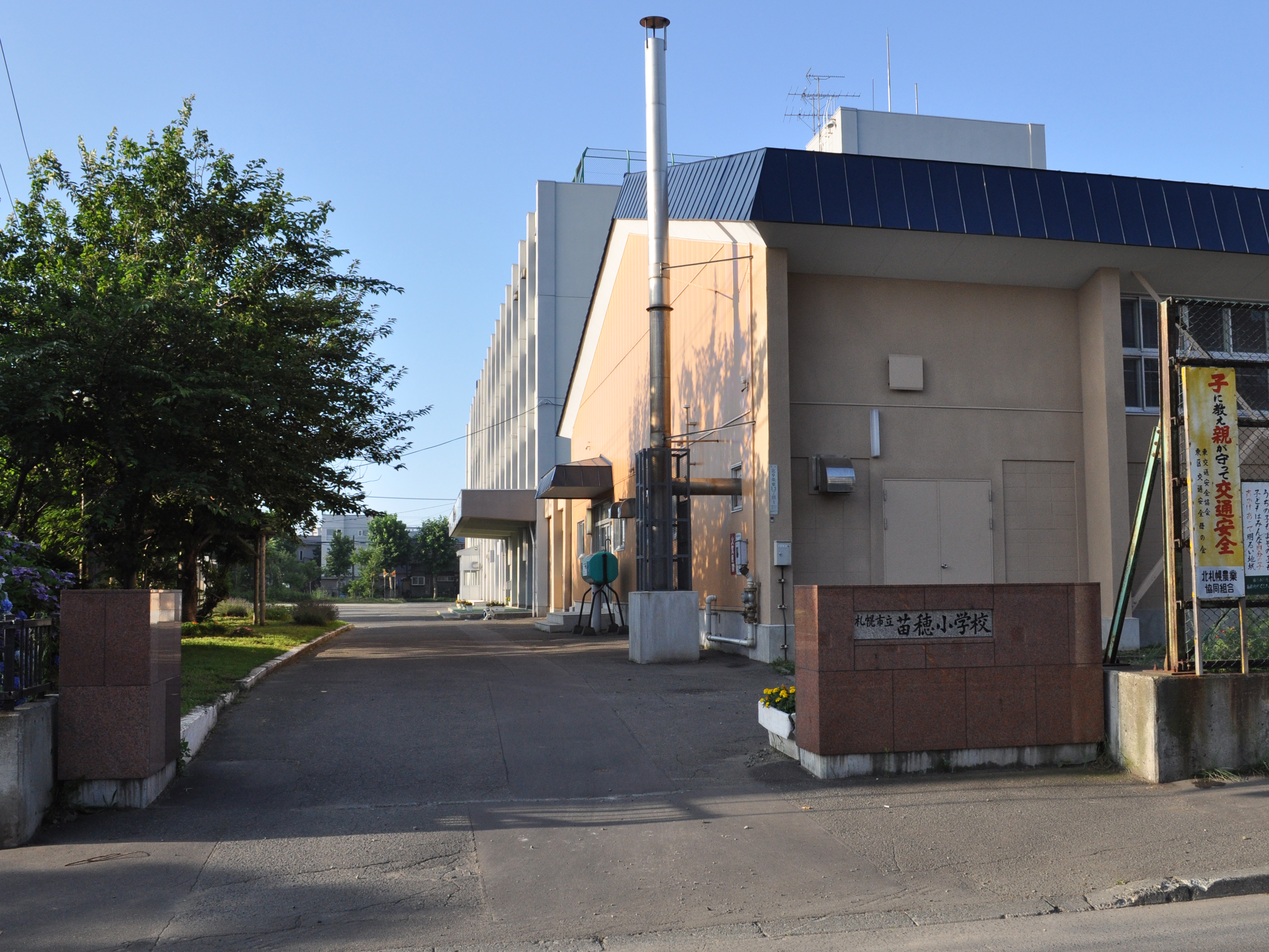
北口門
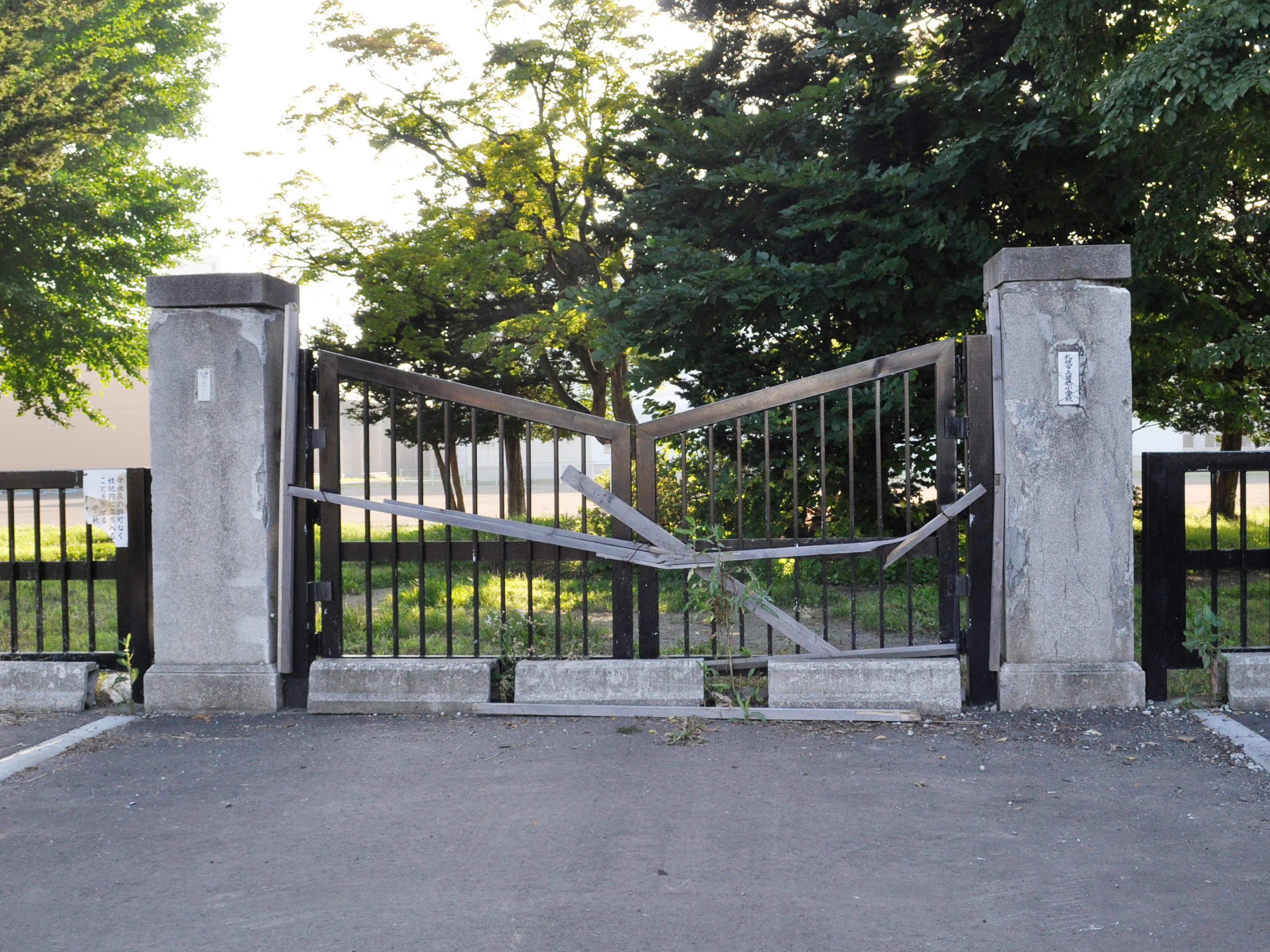
閉鎖された西門。以前は正門として使用されていた。
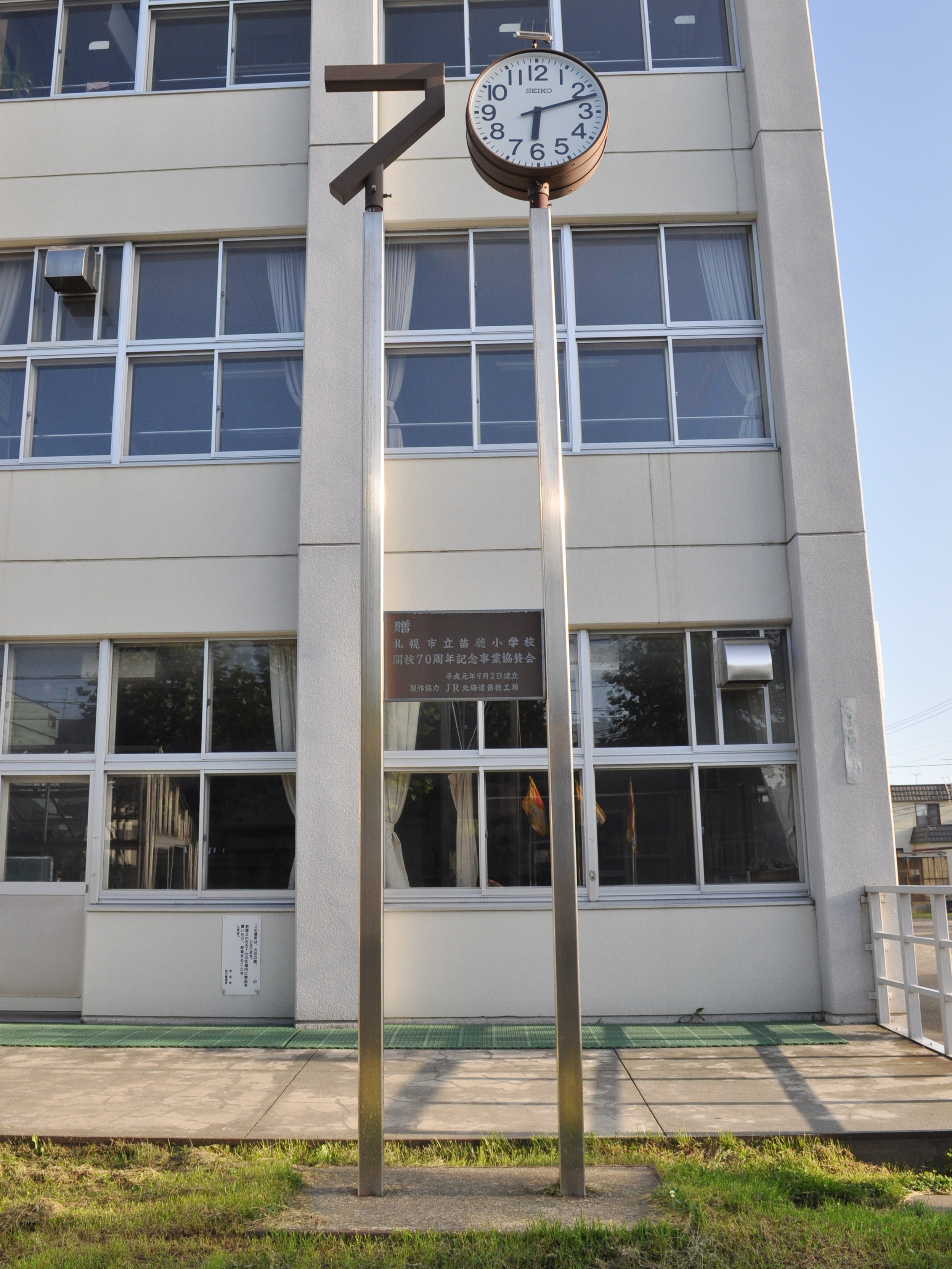
開校70周年を記念して建立された時計
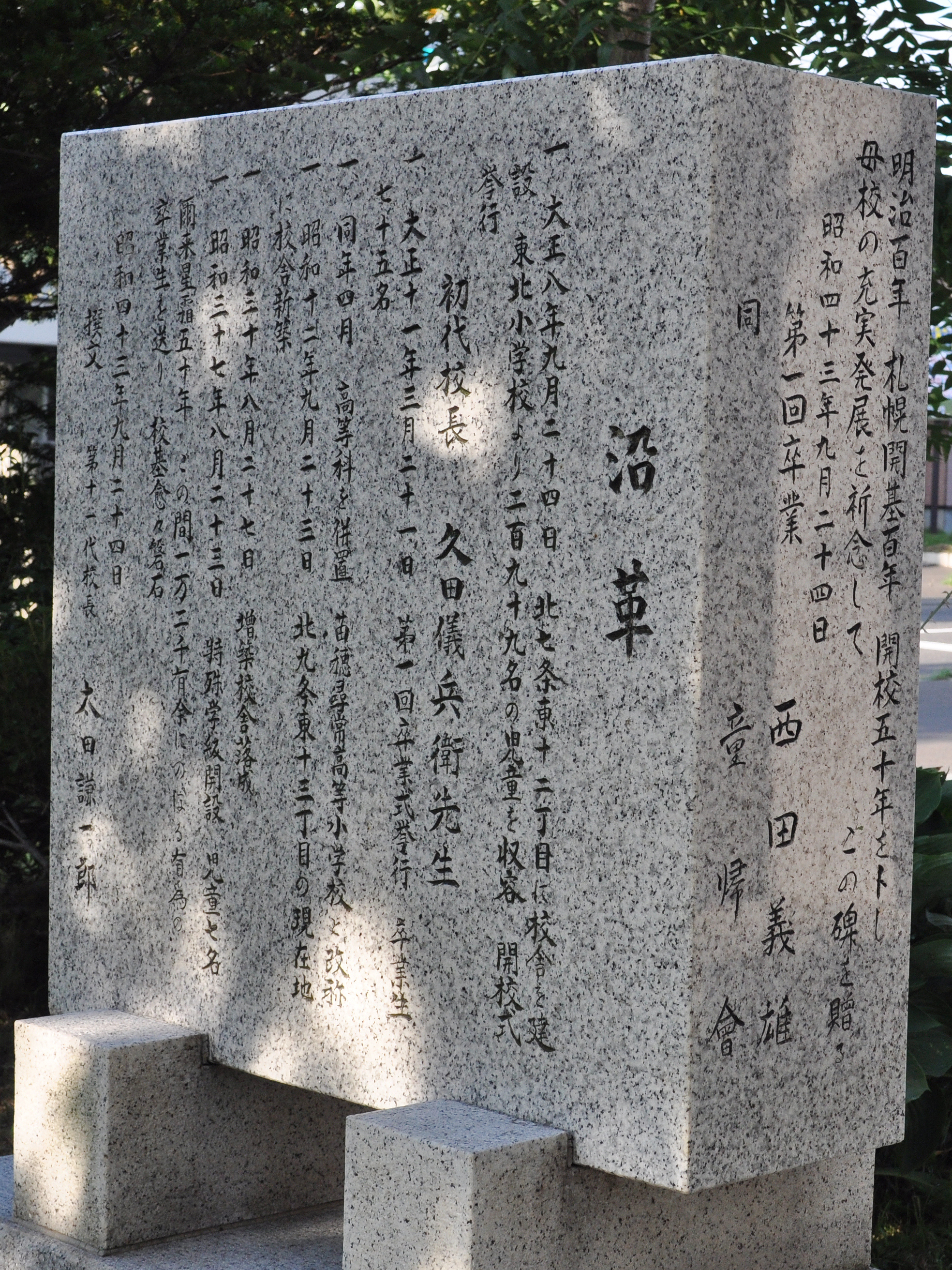
開校50周年の記念碑の裏側に彫られた学校の沿革